# Mehmut Şevket Karman
Mehmut Şevket Karman (ur. 16 maja 1912 w Trabzonie, zm. 3 października 1989 w Bornovie w prowincji Izmir) – turecki biegacz narciarski i narciarz alpejski, olimpijczyk.
Uczestnik igrzysk olimpijskich w Garmisch-Partenkirchen (1936) w dwóch dyscyplinach. W narciarstwie alpejskim wystąpił w kombinacji – jedynej konkurencji alpejskiej. Po zjeździe zajmował 59. miejsce, spośród sklasyfikowanych alpejczyków wyprzedził jedynie swojego rodaka Reşata Erceşa. W slalomie został zdyskwalifikowany, przez co nie został sklasyfikowany.
Bieg na 18 km był jedyną konkurencją, którą Turek na tych igrzyskach ukończył. Z czasem 2:09:36 zajął jednak ostatnie, 72. miejsce, tracąc prawie 55 minut do zwycięzcy – Szweda Erika Larssona i ponad 25 minut do przedostatniego w stawce – Brytyjczyka Francisa Waltera. Karman, a także Reşat Erceş, Sadri Erkılıç i Cemal Tigin, wystąpił w rywalizacji sztafet 4 × 10 km. Trzech pierwszych zawodników tureckich ukończyło swoją część trasy (po 10 km). Karman w trakcie biegu doznał kontuzji i zszedł z trasy. W efekcie sztafeta turecka nie została sklasyfikowana.
Podczas ceremonii otwarcia igrzysk w Garmisch-Partenkirchen pełnił funkcję chorążego ekipy Turcji. Studiował na Uniwersytecie w Ankarze.